# Björka församling
Björka församling var en församling i Lunds stift och i Sjöbo kommun. Församlingen uppgick 2002 i Sjöbo församling.

## Administrativ historik
Församlingen har medeltida ursprung.
Församlingen var till 1 maj 1929 annexförsamling i pastoratet Ilstorp och Björka. Från 1 maj 1929 till 1962 var den annexförsamling i pastoratet Öved och Björka, från 1962 till 2002 annexförsamling i pastoratet Södra Åsum, Ilstorp och Björka. Församlingen uppgick 2002 i Sjöbo församling.

## Kyrkor
- Björka kyrka